# Hadak útján (film)
A Hadak útján (eredeti cím: War Horse) 2011-ben bemutatott amerikai–brit háborús filmdráma. Steven Spielberg rendezte, Michael Morpurgo 1982-es, azonos című ifjúsági regénye és az abból 2007-ben készült színdarab alapján.
Magyarországon 2012. február 9-én mutatták be, forgalmazója a Fórum Hungary.

## Szereplők
| Szereplő                           | Színész              | Magyar hang     |
| ---------------------------------- | -------------------- | --------------- |
| Albert Narracott                   | Jeremy Irvine        | Fehér Tibor     |
| Ted Narracott                      | Peter Mullan         | Bezerédi Zoltán |
| Rose Narracott                     | Emily Watson         | Igó Éva         |
| Nagyapa                            | Niels Arestrup       | Fodor Tamás     |
| Lyons                              | David Thewills       | Dunai Tamás     |
| James Nicholls százados            | Tom Hiddleston       | Dévai Balázs    |
| Jamie Stewart őrnagy               | Benedict Cumberbatch | Epres Attila    |
| Emilie                             | Celine Buckens       | Laudon Andrea   |
| Colin Geordie tizedes              | Toby Kebbell         | Szatmári Attila |
| Charlie Waverly hadnagy            | Patrick Kennedy      | Moser Károly    |
| Günter Schröder közlegény          | David Kross          | Czető Roland    |
| Michael Schröder közlegény         | Leonard Carow        | Baráth István   |
| Andrew Easton                      | Matt Milne           | Molnár Levente  |
| David Lyons                        | Robert Emms          | Tompa Ádám      |
| Fry őrmester                       | Eddie Marsan         | Scherer Péter   |
| Frederich Henglemann közlegény     | Nicolas Bro          | Vári Attila     |
| Brandt                             | Rainer Bock          | Forgács Gábor   |
| Peter, német katona a Senkiföldjén | Hinnerk Schönermann  | Makranczi Zalán |
| Si Easton                          | Gary Lydon           | Fazekas István  |
| Sam Perkins őrmester               | Geoff Bell           | Rosta Sándor    |
| Katonaorvos                        | Liam Cunningham      | Kőszegi Ákos    |
| Piaci árverésvezető                | Gerard McSorley      | Papp János      |
| Martin őrmester                    | Tony Pitts           | Törköly Levente |
| Singh törzsőrmester                | Irfan Hussein        | Kapácsy Miklós  |
| Tompkins őrnagy                    | Pip Torrens          | Zöld Csaba      |
| Francia árverésvezető              | Philippe Nahon       | Várday Zoltán   |
| Német tiszt a farmnál              | Sebastian Hulk       | Stern Dániel    |
| Százados a lövészárokban           | Julian Wadham        | Bolla Róbert    |
| Tiszt az alaptábornál              | David Dencik         |                 |
| David Lyons barátnője              | Beth Ogden           | Molnár Ilona    |

Felolvasó: Bozai József
Magyar szöveg: Tibély Krisztin
Hangmérnök: Gábor Dániel
Vágó: Simkóné Varga Erzsébet
Gyártásvezető: Kéner Ágnes
Szinkronrendező: Dóczi Orsolya
A szinkron a Mafilm Audio kft. műtermeiben készült 2011-ben és 2012-ben. Forgalmazza, az InterCom Zrt.

## Díjak és jelölések
BAFTA-díj (2012)
- jelölés: legjobb operatőr – Janusz Kamiński
- jelölés: legjobb látványtervezés
- jelölés: legjobb vizuális effektusok
- jelölés: legjobb hang
- jelölés: legjobb filmzene – John Williams

Golden Globe-díj (2012)
- jelölés: legjobb filmzene – John Williams
- jelölés: legjobb film – drámai kategória

Oscar-díj (2012)
- jelölés: Legjobb film – Kathleen Kennedy, Steven Spielberg
- jelölés: legjobb operatőr – Janusz Kaminski
- jelölés: legjobb látványtervezés
- jelölés: legjobb filmzene – John Williams
- jelölés: legjobb hangvágás
- jelölés: legjobb hangkeverés